# Lake Live!
Lake Live is de registratie van een liveconcert van de Brits Duitse band Lake. Het is opgenomen in Hamburg; Fabrik. Het concert maakt deel uit van een kleine tournee volgend op het muziekalbum The blast of silence, dat na 15 jaar stilte van de band verschijnt. De band is in Nederland nauwelijks bekend. In de jaren zeventig en tachtig was de band voornamelijk bekend in Duitsland en vreemd genoeg de Verenigde Staten.

## Musici
- Michael (Bexi) Becker – basgitaar, zang
- Mickie Stickdorn - slagwerk
- Alex Conti – gitaar en zang
- Adrain Askew – toetsen, zang
- Mike Starrs – zang.

## Composities
1. Night on the town
2. Let’s go to China
3. Here we go again
4. On the run
5. Driving with your eyes closed
6. Black friday
7. See them glow
8. Glad to be here
9. Angel in disguise
10. Dancing with Steve
11. You knew how I feel
12. Josie
13. Jesus came home
14. Say you will.

Op de Dvd wordt vermeld Volume 1; Volume 2 is na 2 jaar nog niet verschenen. De achterflap vermeldt een indeling in kant 1 en 2, maar er is maar één kant van de Dvd afspeelbaar.